# 有限合名会社
有限合名会社（ゆうげんごうめいがいしゃ、独: Gesellschaft mit beschränkter Haftung & Co. Offene Handelsgesellschaft）は、ドイツ法による企業形態の1つ。GmbH & Co. OHGと略される。
合名会社の一部の出資者が、有限責任出資者であるのが特徴である。なお、有限会社が無限責任出資者となる場合は有限合資会社となる。